# دیونیسیو گالپارسورو
دیونیسیو گالپارسورو (اسپانیایی: Dionisio Galparsoro‎؛ زادهٔ ۱۳ اوت ۱۹۷۸) دوچرخه‌سوار اهل اسپانیا است. وی در مسابقات جیرو دیتالیا شرکت کرده است.